# 2008年北京オリンピックの自転車競技・女子個人タイムトライアル
2008年北京オリンピックの自転車競技・女子個人タイムトライアル（2008ねんペキンオリンピックのじてんしゃきょうぎ・じょしこじんタイムトライアル）は、2008年8月13日、公路自行车赛场（公路自行車賽場）で行われた。

## 結果
23.5km
| 順位 | 選手                                                    | 時間       |
| ---- | ------------------------------------------------------- | ---------- |
|      | クリスティン・アームストロング アメリカ合衆国 (USA)     | 34分51秒72 |
|      | エマ・プーリー イギリス (GBR)                           | 35分16秒01 |
|      | カーリン・テュリヒ スイス (SUI)                         | 35分50秒99 |
| 4    | ジャニー・ロンゴ フランス (FRA)                         | 35分52秒62 |
| 5    | クリスティーヌ・トルバーン アメリカ合衆国 (USA)         | 35分54秒16 |
| 6    | ユーディト・アルント ドイツ (GER)                       | 35分59秒77 |
| 7    | クリスティアーネ・ゼーダー オーストリア (AUT)           | 36分20秒75 |
| 8    | プリスカ・ドップマン スイス (SUI)                       | 36分27秒79 |
| 9    | ズルフィヤ・ザビロワ カザフスタン (KAZ)                 | 36分29秒47 |
| 10   | スザンヌ・ユンスコック スウェーデン (SWE)               | 36分33秒50 |
| 11   | ハンカ・クフェルナーゲル ドイツ (GER)                   | 36分35秒05 |
| 12   | タティアーナ・グデルツォ イタリア (ITA)                 | 36分37秒97 |
| 13   | リンダ・ウィルムセン デンマーク (DEN)                   | 36分50秒62 |
| 14   | マリアンヌ・フォス オランダ (NED)                       | 36分58秒67 |
| 15   | ニコール・クック イギリス (GBR)                         | 37分14秒25 |
| 16   | ナタリア・ボヤルスコヤ ロシア (RUS)                     | 37分14秒65 |
| 17   | 高敏 中国 (CHN)                                         | 37分15秒23 |
| 18   | ミリャム・メルヒェルス＝ファン・ポッペル オランダ (NED) | 37分51秒59 |
| 19   | マルタ・ビラホサナ スペイン (ESP)                       | 37分54秒99 |
| 20   | マリリーヌ・サルヴェタ フランス (FRA)                   | 38分09秒72 |
| 21   | エマ・ヨハンソン スウェーデン (SWE)                     | 38分28秒83 |
| 22   | オイノーネ・ウッド オーストラリア (AUS)                 | 38分53秒45 |
| 23   | エディタ・プチンスカイテー リトアニア (LTU)             | 38分55秒37 |
| 24   | アレクサンドリア・ウルブレスキ カナダ (CAN)             | 39分15秒42 |
| 25   | 孟浪 中国 (CHN)                                         | 40分51秒61 |